# 고유판
고유판(Lamina propria, 固有板)은 결합조직으로 이루어진 얇은 층으로, 신체의 다양한 부위를 둘러싸고 있는 점막의 일부이다. 점막은 호흡계, 위장관계, 비뇨생식계 등에 존재한다.
고유판은 상피 아래에 위치한 성긴결합조직의 얇은 층이다. 상피, 기저막, 고유판이 점막을 구성한다. 라틴어 이름(lamina propria mucosæ)에서 알 수 있듯 고유판은 점막의 특징적인 구성 요소이다.
고유판의 결합조직은 성기며 세포가 많다. 이 세포들은 종류가 다양하여 섬유아세포, 림프구, 형질세포, 대식세포, 호산구, 비만세포 등이 고유판을 이루고 있다. 고유판은 상피를 지지하며 영양을 공급하고, 기저의 조직과 상피를 결합시키는 역할을 한다. 혀의 유두와 같이 불규칙하게 배열된 결합조직 표면은 고유판과 상피 간의 접촉 면적을 크게 한다.

## 구조
고유판은 성긴결합조직으로, 점막밑층 기저의 결합조직처럼 섬유성은 아니다.고유판의 결합조직과 구조는 압축이 잘 되고 탄성이 있는데, 이 때문에 방광 같이 늘어날 필요가 있는 기관들에서 발견될 수 있다. 고유판의 콜라겐이 이 기능에 중요한 역할을 한다는 것이 알려져 있다. 가령 방광의 고유판에 있는 콜라겐은 복잡한 나선 구조로 인해 방광의 구조 유지, 인장력, 탄성 등의 형성에 기여한다. 또한 근섬유아세포가 여러 기관의 고유판에 존재한다는 주장이 있다. 근섬유아세포는 평활근 세포와 섬유아세포의 특징을 모두 가진다.
혈관, 림프관, 탄성섬유, 점막근에서 온 평활근 다발 등이 고유판에 풍부하게 분포한다. 또한 들신경섬유나 날신경섬유 말단이 발견될 수도 있다. 림프절이나 림프모세관을 포함한 림프조직, 면역계의 세포도 포함되어 있을 수 있다. 융털 등의 고유판에는 평활근 섬유가 존재하는 경우도 있다. 지방세포는 존재하지 않는다. 림프관은 점막을 관통하여 상피의 기저막 아래에 놓이며, 이곳에서 고유판의 림프를 배출한다. 상피는 세포가 죽고 재생되는 속도가 빨라 많은 세포자멸소체가 남게 된다. 남은 세포자멸소체는 고유판으로 들어가며 그중 대다수는 고유판의 대식세포 안에 존재한다.

## 기능

### 면역계에서의 역할
상피는 외부에서 오는 자극에 노출되며 손상되기도 쉽기 때문에 고유판은 여러 면역 세포를 가지고 있다. 창자에서는 창자의 정상세균총에 대해 면역계가 관용을 가지면서도 병원균한테는 반응해야 한다. 이런 균형이 깨지면 염증성 장질환과 같은 염증 질환이 발생한다. 대식세포와 림프구가 많은 고유판은 면역 반응이 일어나는 주된 장소 역할을 한다. 고유판은 (특히 위장관계) 외부의 병원성 미생물들로부터 내부의 조직을 보호하는 방벽을 형성하는 데에 기여한다.

## 임상적 중요성
상피 암의 진행은 종종 림프절 전이에 의존한다. 고유판은 점막밑층을 보호하는 방벽 중 하나이다. (특히 위암에서) 림프관으로의 침투는 림프절 전이의 독립적인 예측자이기 때문에, 고유판은 상피암이 침범이 중요한 부위이다. 종양이 기저막을 뚫고 고유판에 다다르면 림프관에 노출되게 되므로 전이와 암의 진행 속도가 빨라질 수 있다. 점막밑층까지 더 깊이 종양이 침범하게 되면 림프관으로의 노출은 더욱 증가한다.
장기간의 염증은 암 발생의 위험 인자이다. 고유판의 대식세포가 높은 수준의 스트레스를 받으면 암 발생의 가능성을 높일 수 있는 전염증성 신호를 방출한다. 이런 상황의 예시로는 대장염 관련 암과 연결되어 있는 IL-6/STAT3 경로의 과활성화가 있다.

## 같이 보기
- 근섬유아세포
- 점막밑층